# Yampier Hernández
Yampier Hernández Gonzales est un boxeur cubain né le 30 août 1984 à La Havane.

## Carrière
Lors des Jeux olympiques de Pékin 2008, il obtient la médaille de bronze dans la catégorie des mi-mouches après avoir perdu en demi-finales contre le Mongol Pürevdorjiin Serdamba.

## Palmarès

### Jeux olympiques
- Médaille de bronze en -48 kg aux Jeux de 2008 à Pékin,  Chine